# Quercus polymorpha
El encino blanco, encino roble o encino lancín (Quercus polymorpha) es una especie arbórea de la familia de las fagáceas. Está clasificada en la sección Quercus, que son los robles blancos de Europa, Asia y América del Norte. 

## Descripción
El encino roble es un árbol caducifolio, con una altura que varía de 12 a 20 metros de altura, con copa ancha y redondeada. Su tronco presenta una corteza rugosa gris o negriza.
Es una especie de rápido crecimiento. Sus raíces son profundas; verticales o diagonales.
De follaje denso, sus hojas son simples, alternas, ovadas, de base redonda, de 4 a 15 centímetros de largo y 3 a 8 cm de ancho; carecen de una mayoría de cerdas en sus lóbulos, que suelen ser redondeados.
El pecíolo, de color pardo-rojizo y engrosado en la base, varía de 1.5 a 3 centímetros de longitud.
Las flores se dan de marzo a mayo en amentos axilares, donde se pueden apreciar varias flores a lo largo del raquis. Unisexuales, las masculinas son de 3 a 4 cm de largo y presentan 5 sépalos connados a manera de tazón; las femeninas de 1.5 a 3.5 cm de largo y presentan un ovario diminuto.
Tienen los estilos cortos; las bellotas maduran en 6 meses (aprox. octubre) y tienen un sabor dulce y ligeramente amargo, de 2 a 3 cm de largo, sola o en pares, pedúnculos de 0.5 a 3 cm de largo, asentada sobre una cúpula escamada que cubre medio fruto.

## Distribución
Quercus polymorpha se distribuye desde Honduras hasta el suroeste de Texas (EE. UU.) (donde recibe el nombre común de Mexican White Oak). En México se le encuentra por toda la Sierra Madre Oriental así como los estados mexicanos de Michoacán y Jalisco. Es la  especie de encino con mayor distribución geográfica en Tamaulipas.
Prefiere suelos arcillosos y pedregosos en clima templado. Se le suele encontrar en estado natural en altitudes de De 400 a 2,500 metros sobre el nivel del mar distribuido en laderas de cerros y cañadas; en el matorral xerófilo submontano, bosque tropical subcaducifolio, y en bosques de pino y encino.  .

## Utilidad económica
Especie usada para leña, postes, cercos, paredes, techos y aperos de labranza (manceras; guías para arado). Las bellotas se consumen por el ganado o la fauna silvestre. Las hojas y raíces se utilizan para propósitos medicinales. Importante para la estabilización de barrancas y control de erosión. En ciudades del noreste de México, se le utiliza como árbol ornamental y de sombra.

## Taxonomía
Quercus polymorpha fue descrita por Diederich Franz Leonhard von Schlechtendal y Adelbert von Chamisso y publicado en Linnaea 5(1): 78. 1830.
Etimología
Quercus: nombre genérico del latín que designaba igualmente al roble y a la encina.
polymorpha: epíteto latíno que significa "con muchas formas".
Sinonimia
- Quercus germana var. lemmonii Trel.
- Quercus guatimalensis A.DC.
- Quercus petiolaris Benth.
- Quercus polymorpha f. angustifolia C.H.Mull.
- Quercus turbinata Liebm.
- Quercus varians M.Martens & Galeotti[10][11]